# Odprto prvenstvo Anglije 1977
Odprto prvenstvo Anglije 1977 je teniški turnir za Grand Slam, ki je med 20. junijem in 2. julijem 1977 potekal v Londonu.

## Moški posamično
Björn Borg :  Jimmy Connors 3-6, 6-2, 6-1, 5-7, 6-4

## Ženske posamično
Virginia Wade :  Betty Stove 4-6, 6-3, 6-1

## Moške dvojice
Ross Case /  Geoff Masters :  John Alexander /  Phil Dent 6-3, 6-4, 3-6, 8-9(4), 6-4

## Ženske dvojice
Helen Gourlay Cawley /  JoAnne Russell :  Martina Navratilova /  Betty Stove 6-3, 6-3

## Mešane dvojice
Bob Hewitt /  Greer Stevens :  Frew McMillan /  Betty Stove 3-6, 7-5, 6-4